# Cassandra Harris
Cassandra Harris, właśc. Sandra Colleen Waites (ur. 15 grudnia 1948, zm. 28 grudnia 1991) – australijska aktorka filmowa i telewizyjna, znana z roli dziewczyny Bonda w filmie Tylko dla twoich oczu (1981). Pierwsza żona piątego odtwórcy roli Jamesa Bonda Pierce’a Brosnana.

## Życiorys
Urodzona w Sydney, jako nastolatka uczęszczała do tamtejszego National Institute of Dramatic Art. W latach 1964–1965 występowała w teatrze w Sydney w sztuce Boeing, Boeing.
W 1978 wystąpiła w biograficznym filmie Grecki magnat u boku Anthony’ego Quinna, wcielającego się w rolę Aristotelisa Onasisa. Zagrała także w przygodowym filmie Gruby szlif z 1980, a rok później pojawiła się u boku Rogera Moore’a w 12. oficjalnej odsłonie przygód Jamesa Bonda – filmie Tylko dla twoich oczu z 1981. W "Bondzie" zagrała rolę femme fatale hrabiny Lisl von Shlaf, kochanki sprzymierzeńca Bonda Milosa Colombo (w tej roli Topol), która nawiązuje romans z 007. W trakcie prac na planie produkcji odwiedził ją ówczesny mąż Pierce Brosnan, który tam spotkał głównego producenta filmów o Bondzie Alberta R. Broccolego, co po ponad dekadzie zaowocowało obsadzeniem Brosnana w roli agenta Jej Królewskiej Mości. Razem z Pierce’em Brosnanem, którego poślubiła 27 grudnia 1980, wystąpiła w kilku odcinkach serialu Remington Steele.

## Życie prywatne
Cassandra Harris miała trójkę dzieci: Charlotte Harris (1971–2013) i Christophera Harrisa (ur. 1972) ze związku Dermotem Harrisem, bratem aktora Richarda Harrisa, oraz syna Seana Brosnana (ur. 1983) ze związku z Pierce’em Brosnanem.
W 1987 u Harris zdiagnozowano raka jajnika. Ta sama choroba przyczyniła się do śmierci jej matki. Zmarła po 4 latach walki z nowotworem. Jej córka Charlotte zmarła na tę samą chorobę w 2013 w wieku 42 lat.

## Filmografia
| Rok  | Tytuł                 | Rola                    |
| ---- | --------------------- | ----------------------- |
| 1978 | Grecki magnat         | Cassandra               |
| 1980 | Gruby szlif           | Mrs. Lloyd Palmer       |
| 1981 | Tylko dla twoich oczu | Hrabina Lisl von Schlaf |

## Telewizja
| Rok  | Tytuł             | Rola              | Uwagi   |
| ---- | ----------------- | ----------------- | ------- |
| 1977 | Kosmos 1999       | Kontrolerka Sares |         |
| 1979 | Enemy at the Door | Trudy Engel       |         |
| 1982 | Remington Steele  | Felicia           | Sezon 1 |
| 1984 | Remington Steele  | Anna Simpson      | Sezon 2 |
| 1985 | Remington Steele  | Felicia           | Sezon 4 |